# Crkvina (Kruševac)
Pour les articles homonymes, voir Crkvina.
Crkvina (en serbe cyrillique : Црквина) est un village de Serbie situé sur le territoire de la Ville de Kruševac, district de Rasina. Au recensement de 2011, il comptait 167 habitants.

## Démographie
| 1948 | 1953 | 1961 | 1971 | 1981 | 1991 | 2002 | 2011 |
| ---- | ---- | ---- | ---- | ---- | ---- | ---- | ---- |
| 275  | 285  | 266  | 272  | 265  | 234  | 210  | 167  |

|  |